# Équipe de France féminine de basket-ball en 2013

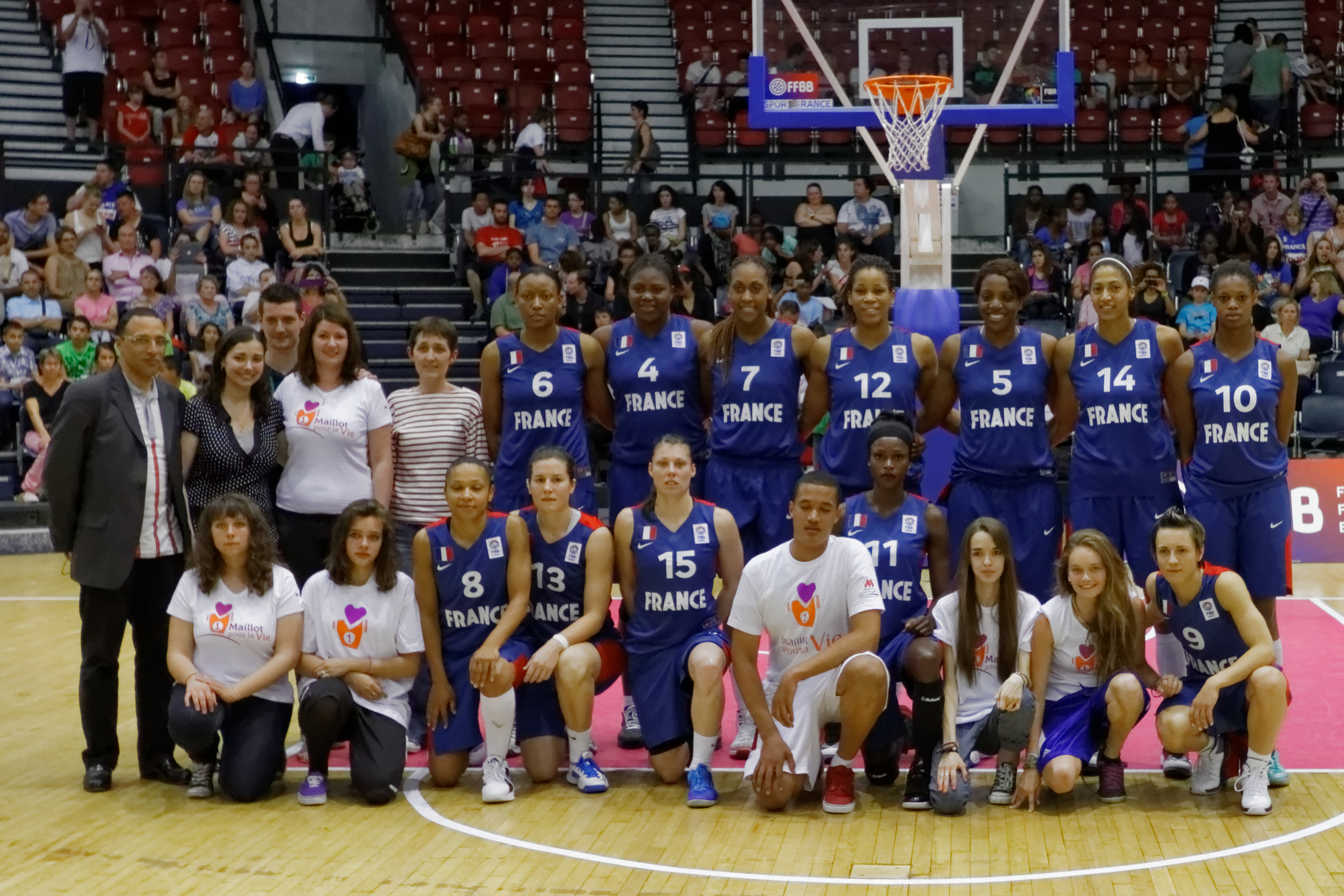
L'équipe de France avant la rencontre amicale face au Canada à Évry le 7 juin 2013.

L'équipe de France commence sa saison 2013 avec l'ambition de gagner le  Championnat d'Europe de basket-ball féminin 2013. En effet la 34e édition du championnat d'Europe de basket-ball féminin (officiellement FIBA EuroBasket Women 2013) aura lieu en France du 15 au 30 juin 2013. La France a été désignée pays organisateur le 5 décembre 2010 par l'instance dirigeante du basket européen : la FIBA Europe. 
Ce sera la quatrième fois que la France accueille cette compétition après 1962, 1976 et 2001.

## Préparation
La France commence sa préparation par trois rencontres amicales face à l'Italie. La première rencontre est gagnée facilement par la France par la France 72 à 43 avec 10 points d'Isabelle Yacoubou et les débuts réussis de Valériane Ayayi, devant une salle comble de 2 300 spectateurs et les caméras de Sport+,. La seconde rencontre est également remportée par la France 67 à 39 avec 12 points d'Ana Cata-Chitiga et les 11 d'Endy Miyem utilisée également au poste 3 ; les débuts d'Héléna Ciak et de Gaëlle Skrela sont réussis devant 5 000 personnes enthousiastes à la Halle André-Vacheresse,.
Le dernier affrontement voit la victoire de la France 82 à 58 devant 5 000 spectateurs de la Maison des Sports de Clermont-Ferrand avec un duo intérieur Gruda-Miyem très en vue, avec respectivement 19 et 17 points.
Pour Pierre Vincent : « On a beaucoup de discipline, beaucoup d’engagement et on est costaud. Là où on a besoin de progresser, c’est sur la discipline collective parce qu’on n’est pas super adroit. (...) Mais il faut se mettre dans l’idée que c’est une équipe qui est nouvellement constituée (...). On va vite en besogne, c’est-à-dire qu’on mélange tout et on essaie de mettre des options dans le jeu donc ça fait beaucoup d’informations à traiter. »
À l'Astroballe, pour la 100e rencontre de Pierre Vincent, les Biélorusses ne résistent qu'une mi-temps aux Bleues qui l'emportent 72 à 49. Isabelle Yacoubou se signale avec 7 tirs réussis sur 7. Le lendemain, les Bleues ne font qu'une bouchée de la Lituanie (77-36) avec une défense tricolore qui permet à Sandrine Gruda et Émilie Gomis de trouver des paniers faciles en contre-attaque. Puis la France dispose 64 à 50 de la Russie, une des meilleures formations européennes, qui résiste un mi-temps avant que les Bleues (sans Ndongue) ne creusent l'écart.
Au tournoi de l'Essonne, la France débute par une nette victoire 55-35 face à une équipe canadienne qui lui a souvent causé des difficultés par le passé. Après une mi-temps solide en défense, mais empreinte de maladresse, la France fait le trou grâce à Edwige Lawson-Wade. Puis les Bleues enchaînent par une victoire à l'arraché 65 à 58 grâce à Céline Dumerc contre une forte équipe turque. Puis les Françaises concluent leur préparation par un nouveau succès face aux Espagnoles contre lesquelles elles mènent 38 à 10 à la mi-temps, avec une Émilie Gomis adroite, et l'emportent 67 à 56.
Les joueuses lui toutes l'excellente atmosphère qui entoure l'équipe durant tout son été, déclenchant un enthousiasme communicatif avec le public : « Là, c'était moins le cas il y a un an, les douze joueuses s'entendent bien. C'est rare : dans un groupe de douze nanas qui vivent ensemble tout l'été, en général, il y a des petites histoires (...) Les gens se sont identifiés avec des filles qui pourraient être leurs voisines et se retrouvent d'un coup aux JO, heureuses comme des gamines ! Cette fraîcheur, on l'a conservée dans cet Euro. ».
| Date                               | Lieu             | Adversaire  | Score   | Compétition | Meilleure marqueuse (France)       |
| ---------------------------------- | ---------------- | ----------- | ------- | ----------- | ---------------------------------- |
| 9 au 19 mai 2013 Stage à Lyon      |                  |             |         |             |                                    |
| 18 mai                             | Bourg-en-Bresse  | Italie      | V 72-43 | A           | Isabelle Yacoubou (10 points)      |
| 19 mai                             | Roanne           | Italie      | V 67-39 | A           | Ana-Maria Cata-Chitiga (12 points) |
| 20 mai                             | Clermont-Ferrand | Italie      | V 82-58 | A           | Sandrine Gruda (19 points)         |
| 23 mai au 29 mai 2013 Stage à Lyon |                  |             |         |             |                                    |
| 30 mai                             | Chalon-sur-Saône | Biélorussie | V 72-49 | A           | Isabelle Yacoubou (14 points)      |
| 31 mai                             | Lyon             | Lituanie    | V 77-36 | A           | Isabelle Yacoubou (12 points)      |
| 1er juin                           | Valence          | Russie      | V 64-50 | A           | Sandrine Gruda (13 points)         |
| 4 au 6 juin 2013 Stage à Évry      |                  |             |         |             |                                    |
| 7 juin                             | Évry             | Canada      | V 55-35 | A           | Sandrine Gruda (15 points)         |
| 8 juin                             | Évry             | Turquie     | V 65-58 | A           | Sandrine Gruda (14 points)         |
| 9 juin                             | Évry             | Espagne     | V 67-56 | A           | Émilie Gomis (12 points)           |
| 12 au 14 juin 2013 Stage à Trélazé |                  |             |         |             |                                    |

## Championnat d'Europe
La France commence son championnat face aux Lettones, une équipe référencée 16e nation mondiale par la FIBA, mais contre laquelle elles s'étaient inclinées 59-56 après prolongation lors de l'Euro 2011.
L'équipe de France se qualifie aisément pour les quarts de finale, malgré une adresse aux tirs extérieurs souvent déficiente (14e moyenne sur 16 équipes après cinq rencontres). Cette adresse faible est une constante des Bleues : en 2009, leur adresse à trois points sur le tournoi ne dépassait qu'à peine les 30 %. Si lors des Jeux olympiques 2012 Céline Dumerc, Émilie Gomis et Edwige Lawson-Wade ont eu une adresse 10 % au-dessus de leurs saisons précédentes en club, elles sont retombées à leur niveau normal durant la saison 2012-2013, puis lors des neuf rencontres amicales, l'adresse derrière l'arc stagnait à 28,9 %.
En finale, l'équipe de France retrouve l'Espagne pour la 54e confrontation entre les deux formations, les Ibériques menant 27 succès à 26. Pour cette rencontre disputée en présence de la ministre des Sports Valérie Fourneyron, du président du CNOSF, Denis Masseglia, et des internationaux masculins Tony Parker et Boris Diaw, l'Espagne obtient en 2013 une sixième médaille sur les sept derniers championnats d'Europe, les Bleues étaient à leur quatrième podium sur les cinq dernières éditions. En 2010, l'Espagne — future médaille de bronze — avait battu la France en quart de finale du championnat du monde en 2010 (74-71 a.p.), la privant d'une première demi-finale mondiale depuis 1953, avant que les Bleues ne prissent leur revanche à l'Euro 2011 par une victoire nette 79 à 55, les Espagnoles se classant seulement neuvièmes et manquant le rendez-vous olympique. En finale, l'équipe de France est défaite d'un point par des Espagnoles menées par Sancho Lyttle, meilleure joueuse du tournoi, malgré une Sandrine Gruda qui inscrit 25 points.
| Date                             | Lieu                 | Adversaire         | Score   | Compétition | Meilleure marqueuse (France)                     |
| -------------------------------- | -------------------- | ------------------ | ------- | ----------- | ------------------------------------------------ |
| 15 au 17 juin 2013 Premier tour  |                      |                    |         |             |                                                  |
| 15 juin                          | Trélazé              | Lettonie           | V 62-39 | CE          | Isabelle Yacoubou (17 points)                    |
| 16 juin                          | Trélazé              | Serbie             | V 76-32 | CE          | Gaëlle Skrela (14 points)                        |
| 17 juin                          | Trélazé              | Grande-Bretagne    | V 79-47 | CE          | Valériane Ayayi et Isabelle Yacoubou (11 points) |
| 19 au 23 juin 2013 Deuxième tour |                      |                    |         |             |                                                  |
| 19 juin                          | Mouilleron-le-Captif | Croatie            | V 78-70 | CE          | Edwige Lawson-Wade (12 points)                   |
| 21 juin                          | Mouilleron-le-Captif | République tchèque | V 64-49 | CE          | Sandrine Gruda (21 points)                       |
| 23 juin                          | Mouilleron-le-Captif | Biélorussie        | V 58-50 | CE          | Sandrine Gruda (18 points)                       |
| 27 au 30 juin 2013 Tour final    |                      |                    |         |             |                                                  |
| 27 juin                          | Orchies              | Suède              | V 87-83 | CE (1/4)    | Céline Dumerc (16 points)                        |
| 28 juin                          | Orchies              | Turquie            | V 57-49 | CE (1/2)    | Émilie Gomis (11 points)                         |
| 30 juin                          | Orchies              | Espagne            | D 69-70 | CE (finale) | Sandrine Gruda (25 points)                       |

## L'équipe
Le sélectionneur Pierre Vincent reste assisté de François Brisson,  Thierry Moullec et Valérie Garnier. Pierre Vincent devant aussi gérer la fin de saison de l'ASVEL, Valérie Garnier le supplée pour certains entrainements et matches amicaux.
Le groupe est privé de certaines joueuses de l'épopée olympique : Clémence Beikes (reconversion), Jennifer Digbeu (choix personnel), Élodie Godin (choix personnel), Marion Laborde (blessure), Florence Lepron (reconversion).
Une première sélection réduit l'équipe à vingt éléments.
Le 17 mai, le staff réduit le groupe à seize joueuses, amputé de Sara Chevaugeon, Laëtitia Kamba, Paoline Salagnac et Isabelle Strunc. Le 29 mai, ce sont KB Sharp, Héléna Ciak et Pauline Krawczyk qui quittent le groupe réduit à 13. Puis le 1er juin, c'est Marielle Amant qui est préférée à Ana Cata-Chitiga pour obtenir la configuration définitive de l'équipe.
| Poste      | Joueuse              | Naissance        | Taille | matchs | points | Club(s) 2013         |
| ---------- | -------------------- | ---------------- | ------ | ------ | ------ | -------------------- |
| intérieure | Marielle Amant       | 9 décembre 1989  | 1,90 m | 7      | 22     | Nantes-Rezé          |
| ailière    | Valériane Ayayi      | 29 avril 1994    | 1,84 m | 9      | 36     | Basket Landes        |
| meneuse    | Céline Dumerc        | 9 juillet 1982   | 1,69 m | 9      | 53     | Tango Bourges Basket |
| intérieure | Sandrine Gruda       | 25 juin 1987     | 1,95 m | 9      | 108    | Iekaterinbourg       |
| arrière    | Émilie Gomis         | 18 octobre 1983  | 1,80 m | 8      | 40     | Montpellier          |
| meneuse    | Anaël Lardy          | 24 octobre 1987  | 1,70 m | 9      | 31     | USK Prague           |
| meneuse    | Edwige Lawson-Wade   | 14 mai 1979      | 1,66 m | 8      | 42     | Montpellier          |
| intérieure | Nwal-Endéné Miyem    | 15 mai 1988      | 1,88 m | 9      | 70     | Tango Bourges Basket |
| intérieure | Emmeline Ndongue     | 25 avril 1983    | 1,92 m | 7      | 35     | Tango Bourges Basket |
| arrière    | Gaëlle Skrela        | 24 janvier 1983  | 1,77 m | 8      | 40     | Lattes-Montpellier   |
| ailière    | Diandra Tchatchouang | 14 juin 1991     | 1,86 m | 9      | 42     | Perpignan Basket     |
| intérieure | Isabelle Yacoubou    | 21 avril 1986    | 1,90 m | 8      | 73     | Spartak Moscou       |
| intérieure | Ana Cata-Chitiga     | 20 juin 1989     | 1,95 m | 4      | 17     | Montpellier          |
| intérieure | Héléna Ciak          | 15 décembre 1989 | 1,95 m | 1      | 6      | Perpignan Basket     |
| ailière    | Pauline Krawczyk     | 17 mars 1985     | 1,83 m | 2      | 4      | Tango Bourges Basket |
| arrière    | Kristen Sharp        | 18 avril 1981    | 1,75 m | 1      | 2      | USO Mondeville       |
| meneuse    | Amel Bouderra        | 26 mars 1989     | 1,63 m |        |        | Charleville          |
| arrière    | Sara Chevaugeon      | 12 février 1993  | 1,75 m |        |        | Lyon                 |
| intérieure | Jessica Clémençon    | 23 mai 1989      | 1,88 m |        |        | Windsor Lancers      |
| ailière    | Pauline Jannault-Lo  | 13 janvier 1987  | 1,92 m |        |        | Perpignan Basket     |
| arrière    | Adja Konteh          | 5 mars 1992      | 1,78 m |        |        | Pays d'Aix           |
| ailière    | Lorraine Lokoka      | 29 octobre 1989  | 1,84 m |        |        | Toulouse             |
| intérieure | Laëtitia Kamba       | 10 janvier 1987  | 1,87 m |        |        | USO Mondeville       |
| ailière    | Maud Medenou         | 5 octobre 1990   | 1,88 m |        |        | Toulouse             |
| intérieure | Hhadydia Minte       | 16 mars 1991     | 1,87 m |        |        | USO Mondeville       |
| ailière    | Alice Nayo           | 16 janvier 1993  | 1,86 m |        |        | Villeneuve-d'Ascq    |
| meneuse    | Alexia Plagnard      | 2 janvier 1990   | 1,67 m |        |        | Lyon                 |
| arrière    | Mélanie Plust        | 6 octobre 1989   | 1,73 m |        |        | Lyon                 |
| arrière    | Paoline Salagnac     | 13 mars 1984     | 1,76 m |        |        | Tarbes GB            |
| ailière    | Isabelle Strunc      | 8 mars 1991      | 1,78 m |        |        | Perpignan Basket     |
| meneuse    | Ingrid Tanqueray     | 25 août 1988     | 1,64 m |        |        | USO Mondeville       |